# Ford Torino
Ford Torino – samochód osobowy klasy wyższej produkowany pod amerykańską marką Ford w latach 1968–1976.

## Pierwsza generacja

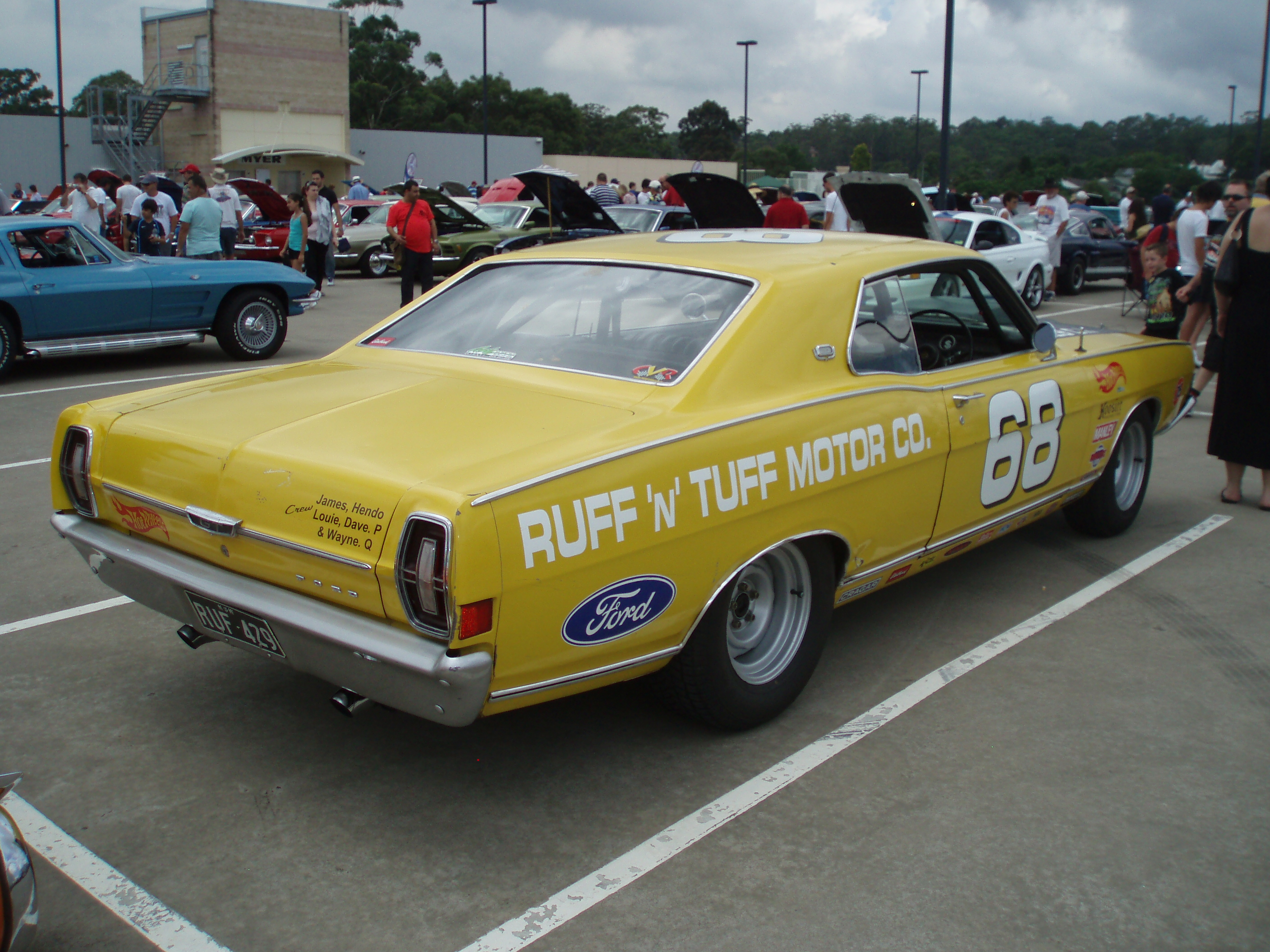
Ford Torino I - tył

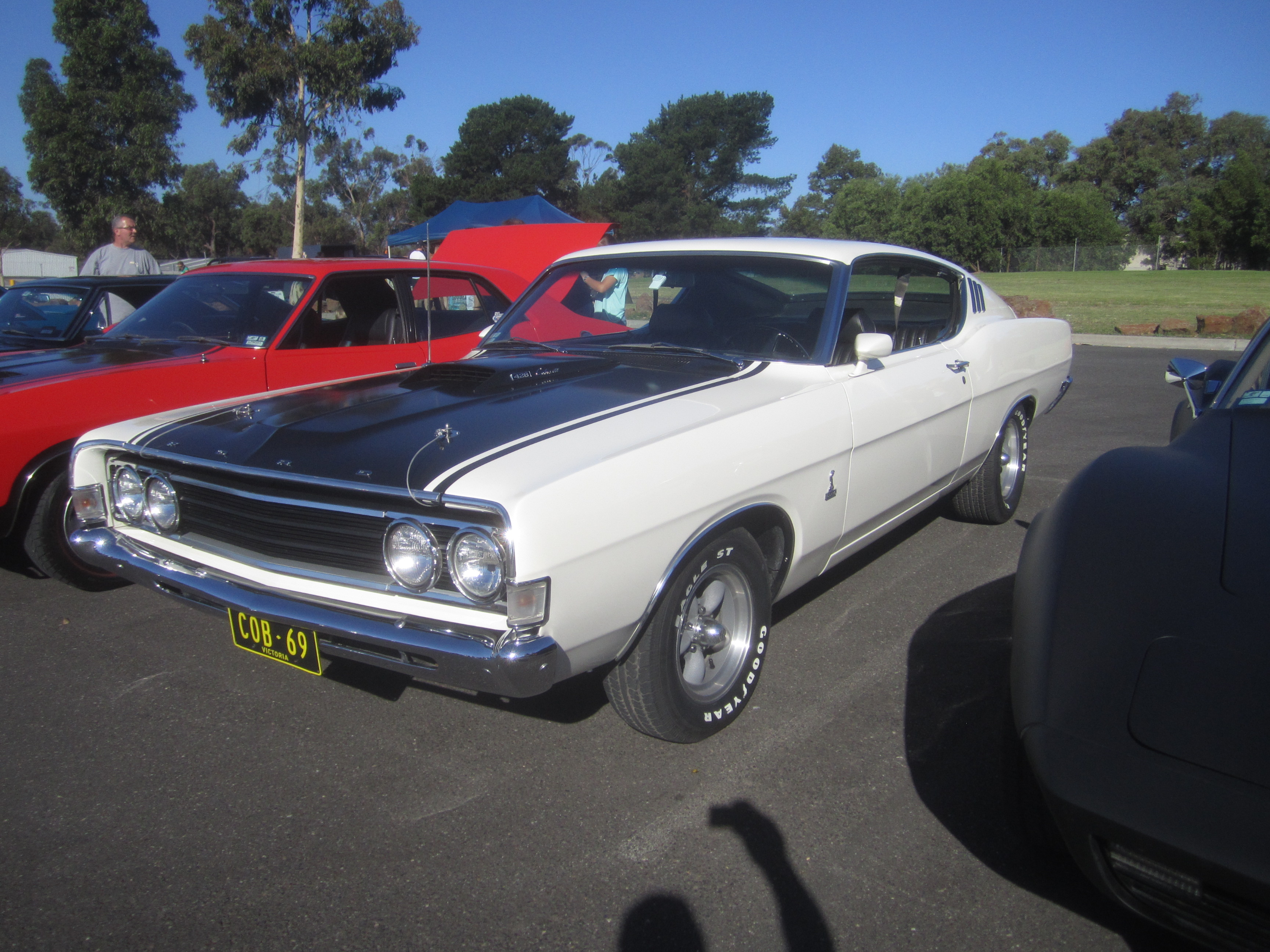
Ford Torino I Cobra

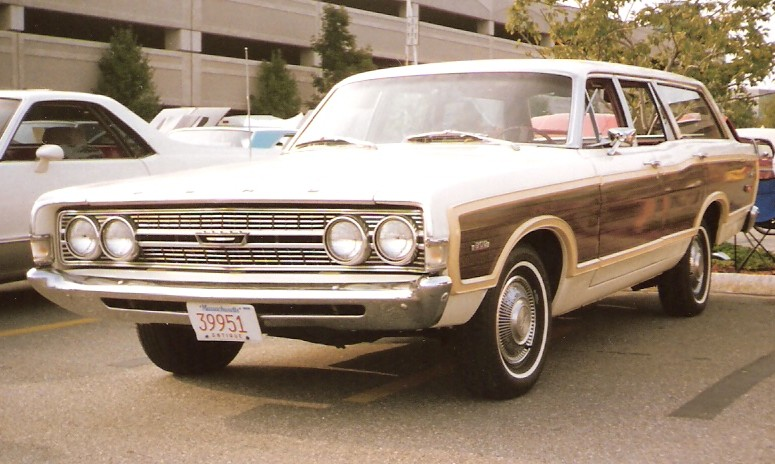
Ford Torino I Kombi

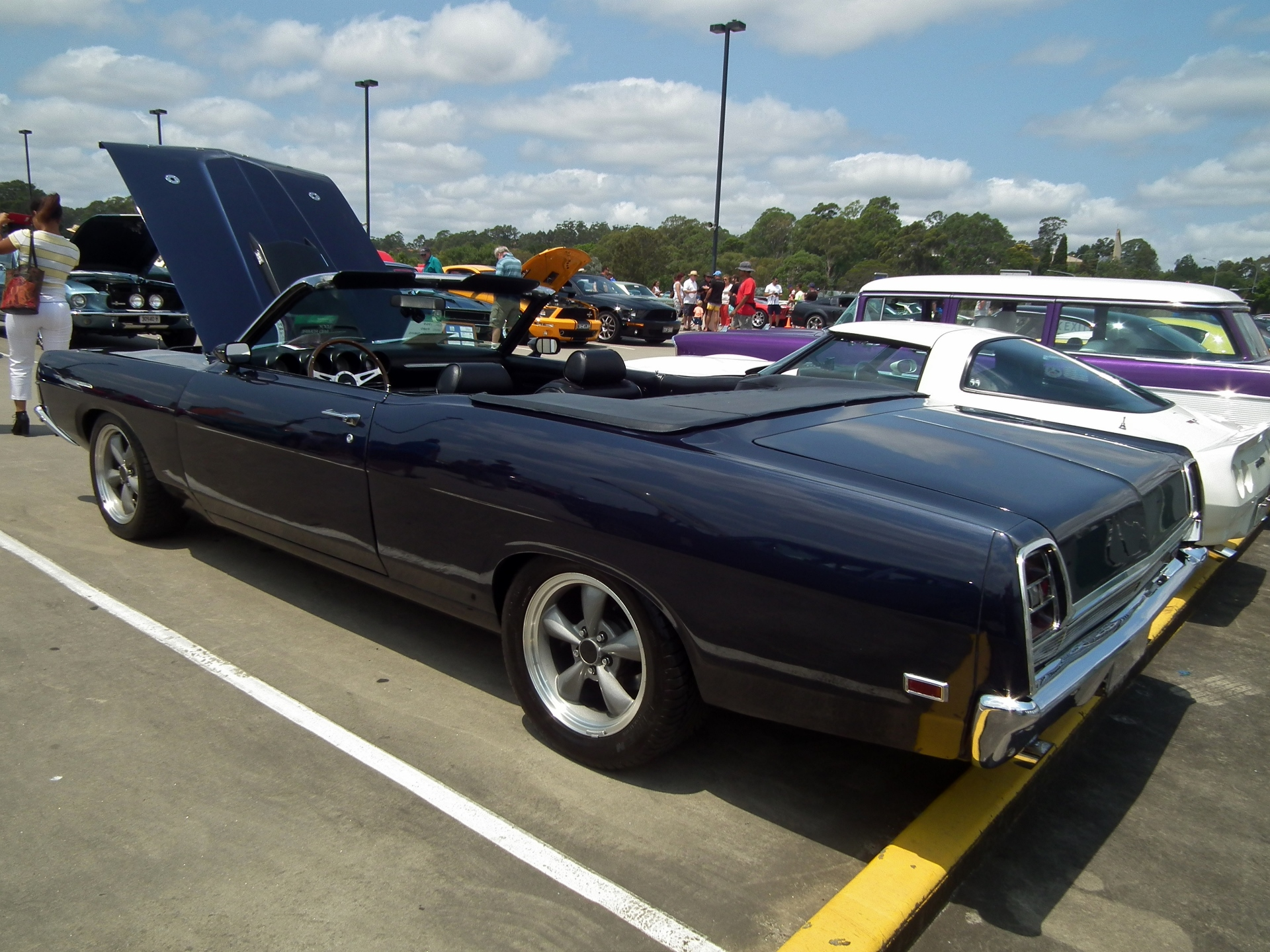
Ford Torino I Cabriolet

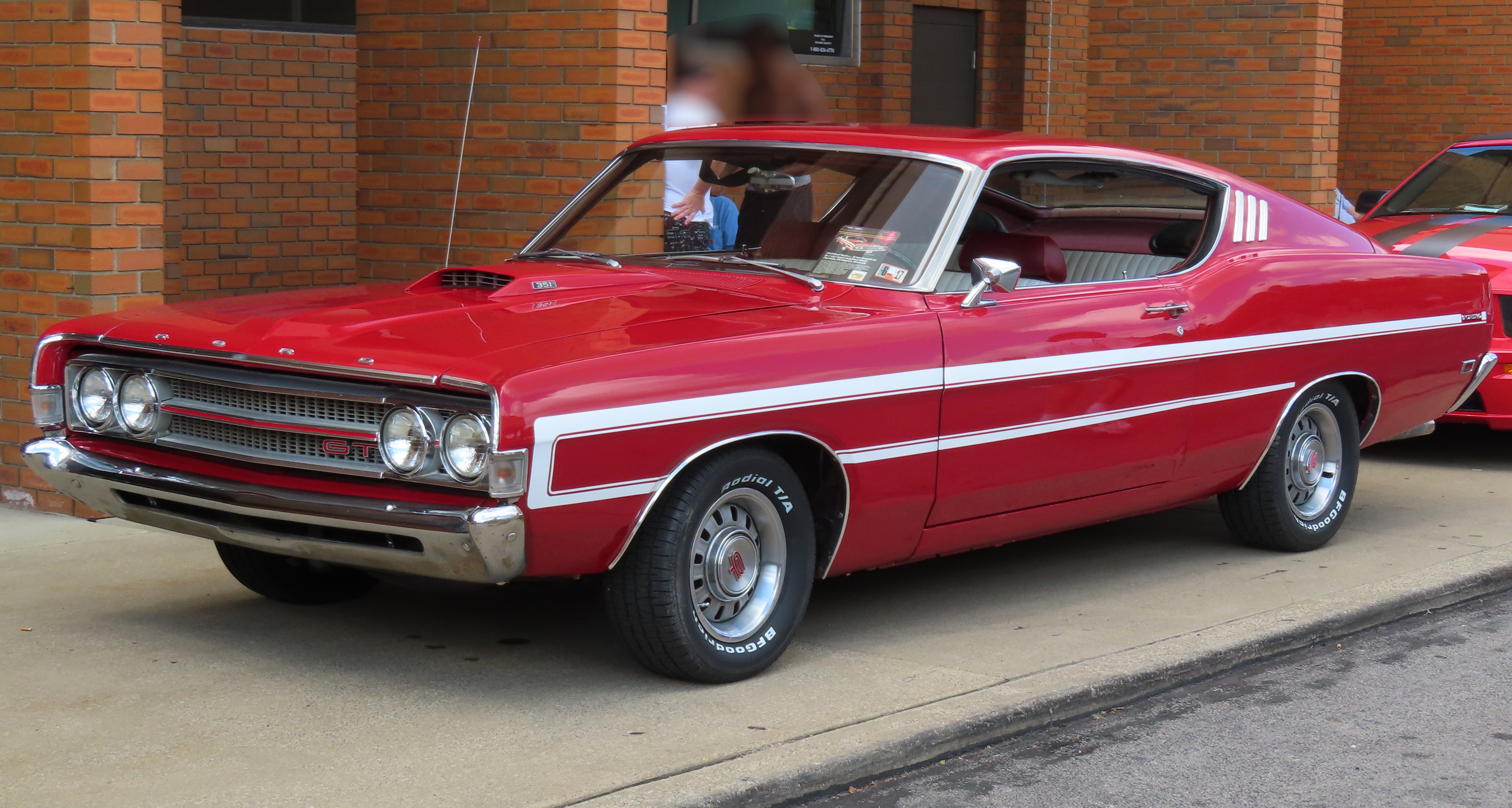
Ford Torino I po liftingu

Ford Torino I został zaprezentowany po raz pierwszy w 1968 roku.
W 1968 roku Ford zdecydował się poszerzyć swoją północnoamerykańską ofertę o nowy model klasy wyższej, który został oparty na platformie i rozwiązaniach technicznych modelu Fairlane. W stosunku do tego pojazdu, Ford Torino pełnił funkcję większej, przestronniejszej i bardziej komfortowej alternatywy.
Pod kątem stylistycznym, Torino pierwszej generacji został utrzymany w kształtach typowych dla modeli marki z końca lat 60. XX wieku. Pas przedni zdobiła duża chromowana atrapa chłodnicy, a także podwójne okrągłe reflektory.
Gama nadwoziowa pierwszej generacji Forda Torino była obszerna, składając się m.in. z takich wariantów, jak kombi, coupe, kabriolet czy sedan.
Nazwa modelu, "Torino," to po włosku Turyn, najważniejszy ośrodek przemysłu motoryzacyjnego tego kraju będący odpowiednikiem amerykańskiego Detroit. Nazwa ta była także jedną z kilku zaproponowanych dla Forda Mustanga podczas pierwszych faz rozwoju.

### Lifting
W 1969 roku Ford Torino pierwszej generacji przeszedł obszerną modernizację, w ramach której zmodernizowano wygląd pasa przedniego i kształt zderzaków. 
Pojawiło się nowe wypełnienie atrapy chłodnicy z chromowanymi, wyraźniej zaznaczonymi poprzeczkami, a także inny wygląd tylnego oświetlenia. Ponadto, wraz z restylizacją zmienił się wystrój kabiny pasażerskiej i kokpitu, a także zmieniono listę dostępnych jednostek napędowych.

### Produkcja
Ford Torino I odniósł sukces rynkowy. W pierwszym roku produkcji powstało  powstało 172 083 sztuk modelu, z kolei po modernizacji w 1969 roku sprzedaż i produkcja spadła do poziomu 129 054 sztuk egzemplarzy.

### Silniki (1968)
| Silnik            | Moc               | Moment obrotowy   | Gaźnik        | Stopień sprężania | Średnica cylindra x skok tłoka | Kod VIN |
| ----------------- | ----------------- | ----------------- | ------------- | ----------------- | ------------------------------ | ------- |
| 200-1V I-6        | 117 KM @ 3800 rpm |                   | 1-gardzielowy | 8,8               | 3.68" x 3.13"                  | T       |
| 289-2V Windsor V8 | 198 KM @ 4600 rpm | 391 Nm @ 2600 rpm | 2-gardzielowy | 8,7               | 4.00" x 2.87"                  | C       |
| 302-2V Windsor V8 | 213 KM @ 4400 rpm | 406 Nm @ 2600 rpm | 2-gardzielowy | 9                 | 4.00" x 3.00"                  | F       |
| 390-2V FE V8      | 269 KM @ 4400 rpm | 529 Nm @ 2600 rpm | 2-gardzielowy | 9,5               | 4.05" x 3.78"                  | Y       |
| 390-4V FE V8      | 330 KM @ 4800 rpm | 579 Nm @ 3200 rpm | 4-gardzielowy | 10,5              | 4.05" x 3.78"                  | S       |
| 427-4V FE V8      | 395 KM @ 5600 rpm | 624 Nm @ 3200 rpm | 4-gardzielowy | 10,9              | 4.23" x 3.78"                  | W       |
| 428-4V FE V8      | 340 KM @ 5600 rpm | 604 Nm @ 3400 rpm | 4-gardzielowy | 10,7              | 4.13" x 3.98"                  | R       |

### Silniki (1969)
| Silnik            | Moc               | Moment obrotowy       | Gaźnik        | Stopień sprężania | Średnica cylindra x skok tłoka | Kod VIN |
| ----------------- | ----------------- | --------------------- | ------------- | ----------------- | ------------------------------ | ------- |
| 250-1V I-6        | 155 KM @ 4000 rpm |                       | 1-gardzielowy | 9.00:1            | 3.68" x 3.91"                  | L       |
| 302-2V Windsor V8 | 220 KM @ 4600 rpm | 300 ft·lbf @ 2600 rpm | 2-gardzielowy | 9.50:1            | 4.00" x 3.00"                  | F       |
| 351-2V Windsor V8 | 250 KM @ 4600 rpm | 355 ft·lbf @ 2600 rpm | 2-gardzielowy | 9.50:1            | 4.00" x 3.50"                  | H       |
| 351-4V Windsor V8 | 290 KM @ 4800 rpm | 385 ft·lbf @ 3200 rpm | 4-gardzielowy | 10.70:1           | 4.00" x 3.50"                  | M       |
| 390-4V FE V8      | 320 KM @ 4600 rpm | 427 ft·lbf @ 3200 rpm | 4-gardzielowy | 10.50:1           | 4.05" x 3.78"                  | S       |
| 428-4V* FE V8     | 335 KM @ 5600 rpm | 445 ft·lbf @ 3400 rpm | 4-gardzielowy | 10.70:1           | 4.13" x 3.98"                  | Q       |

## Druga generacja

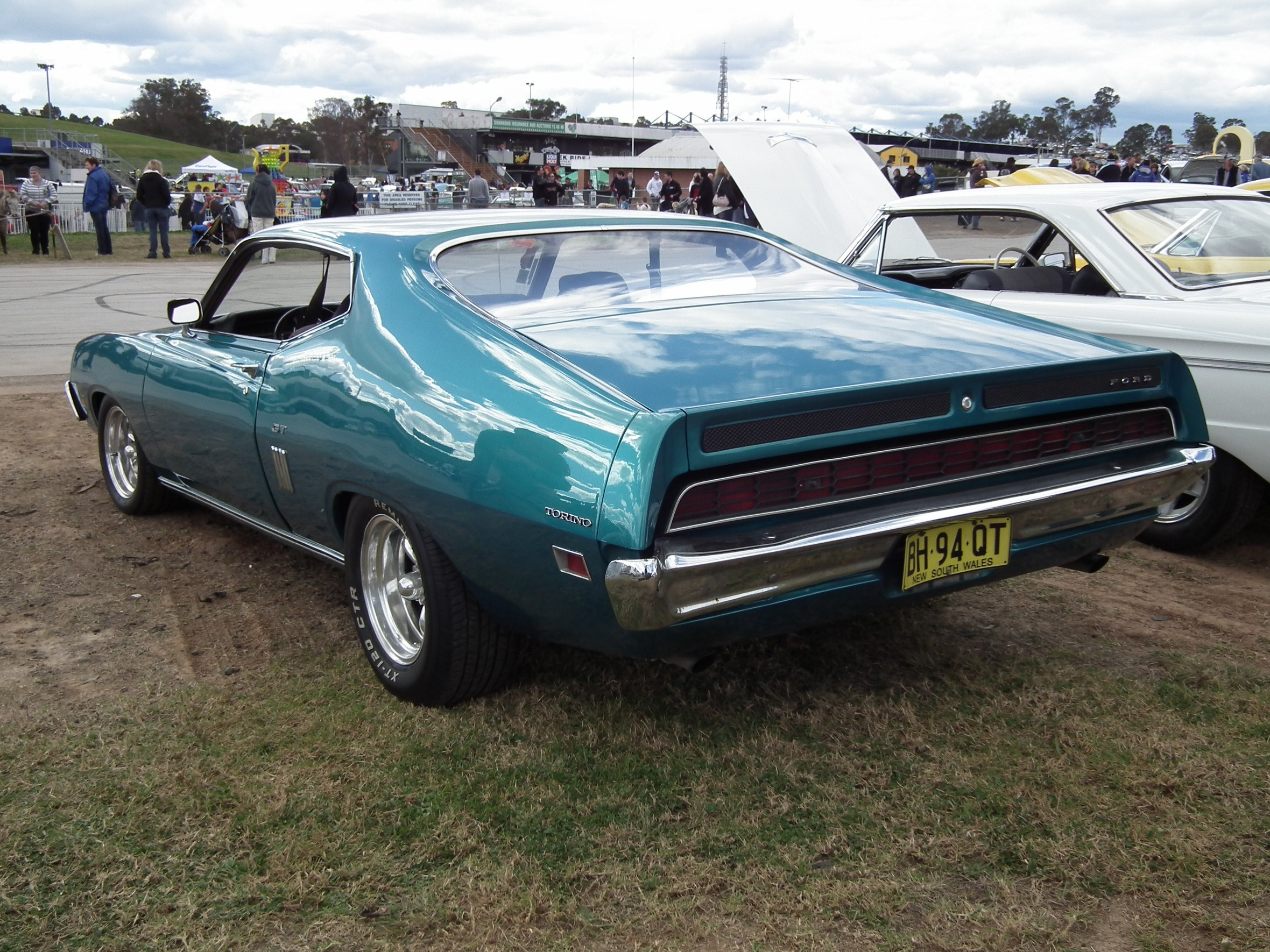
Ford Torino II - tył

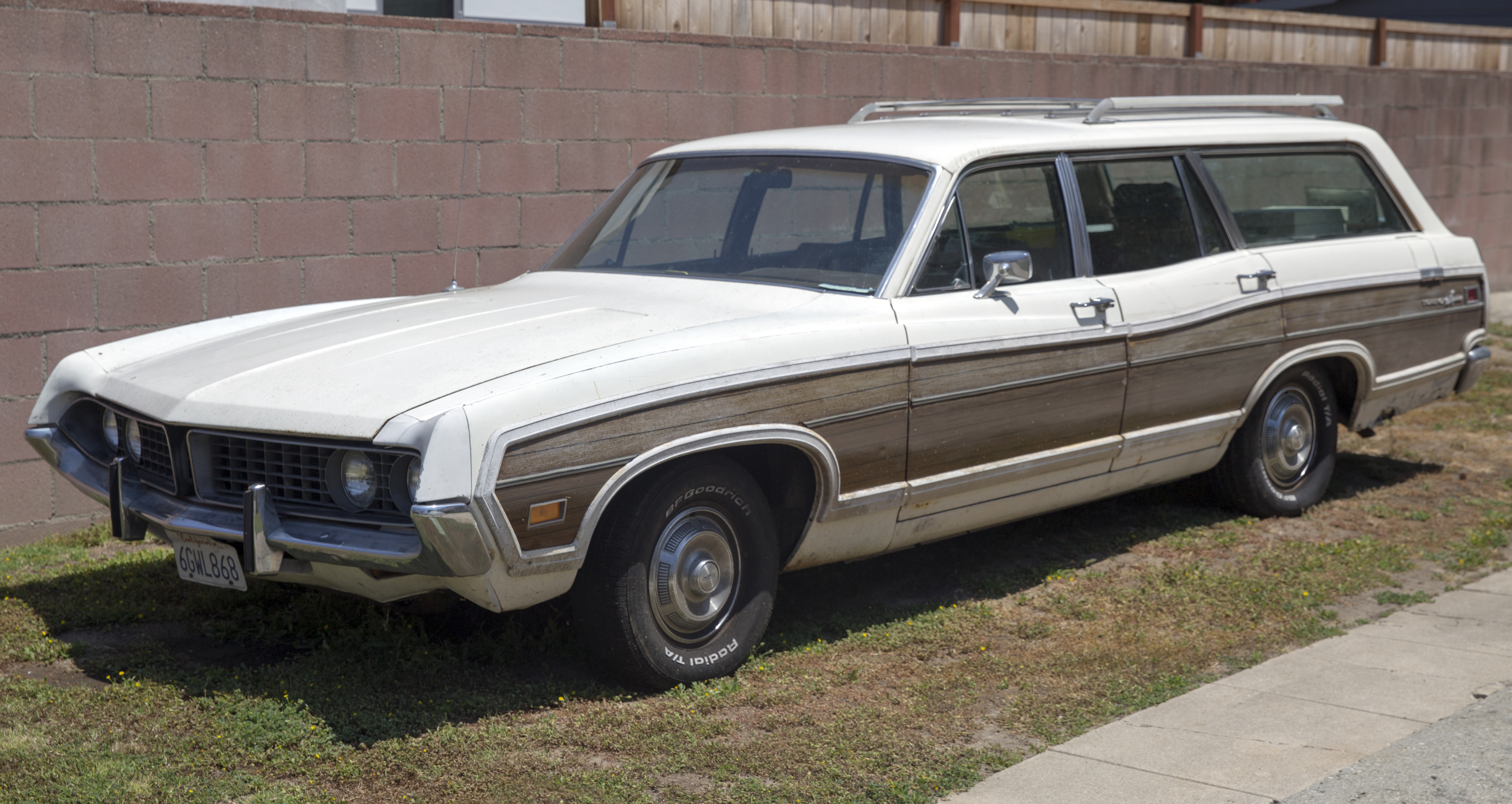
Ford Torino II Squire

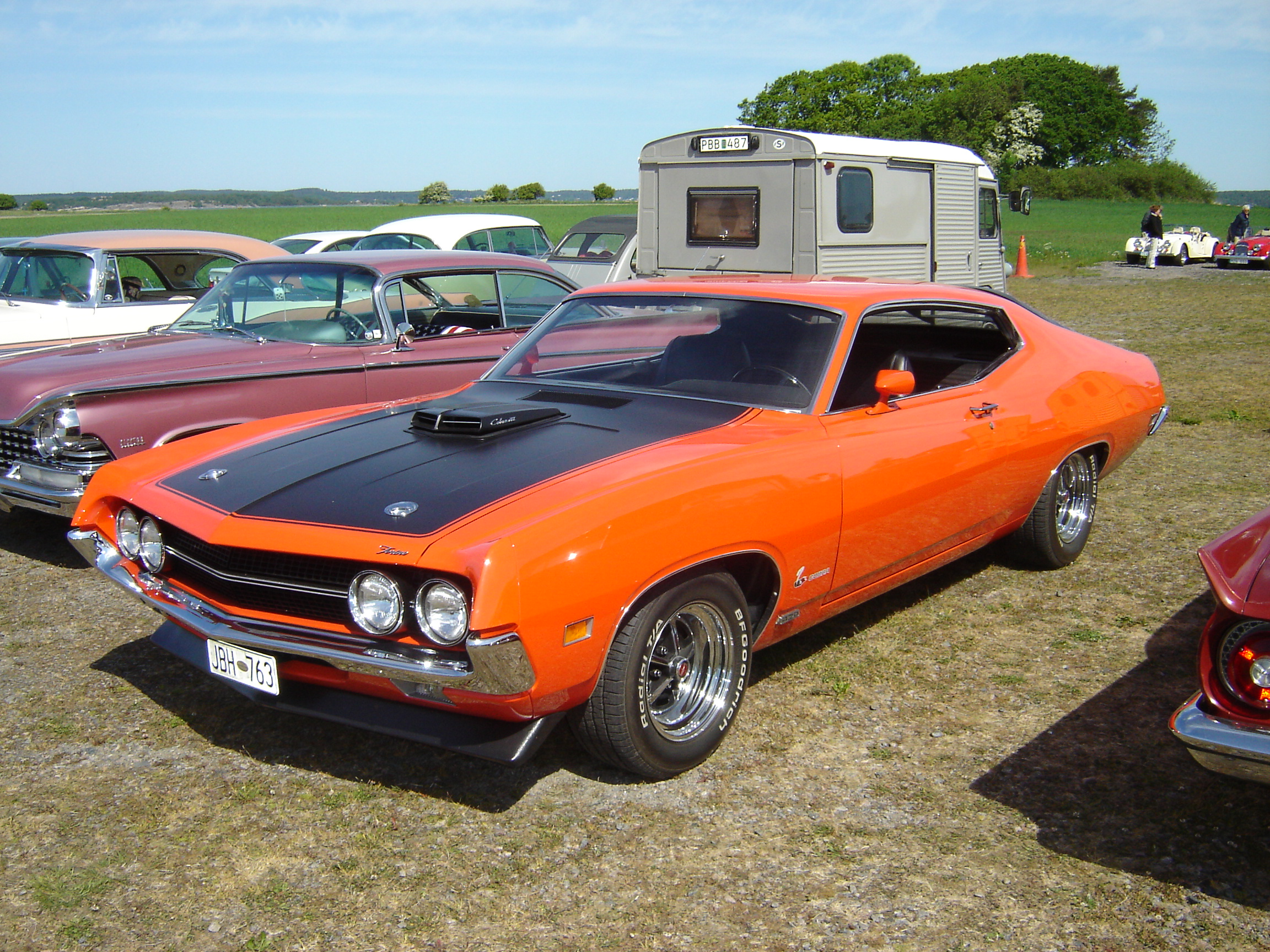
Ford Torino II GT

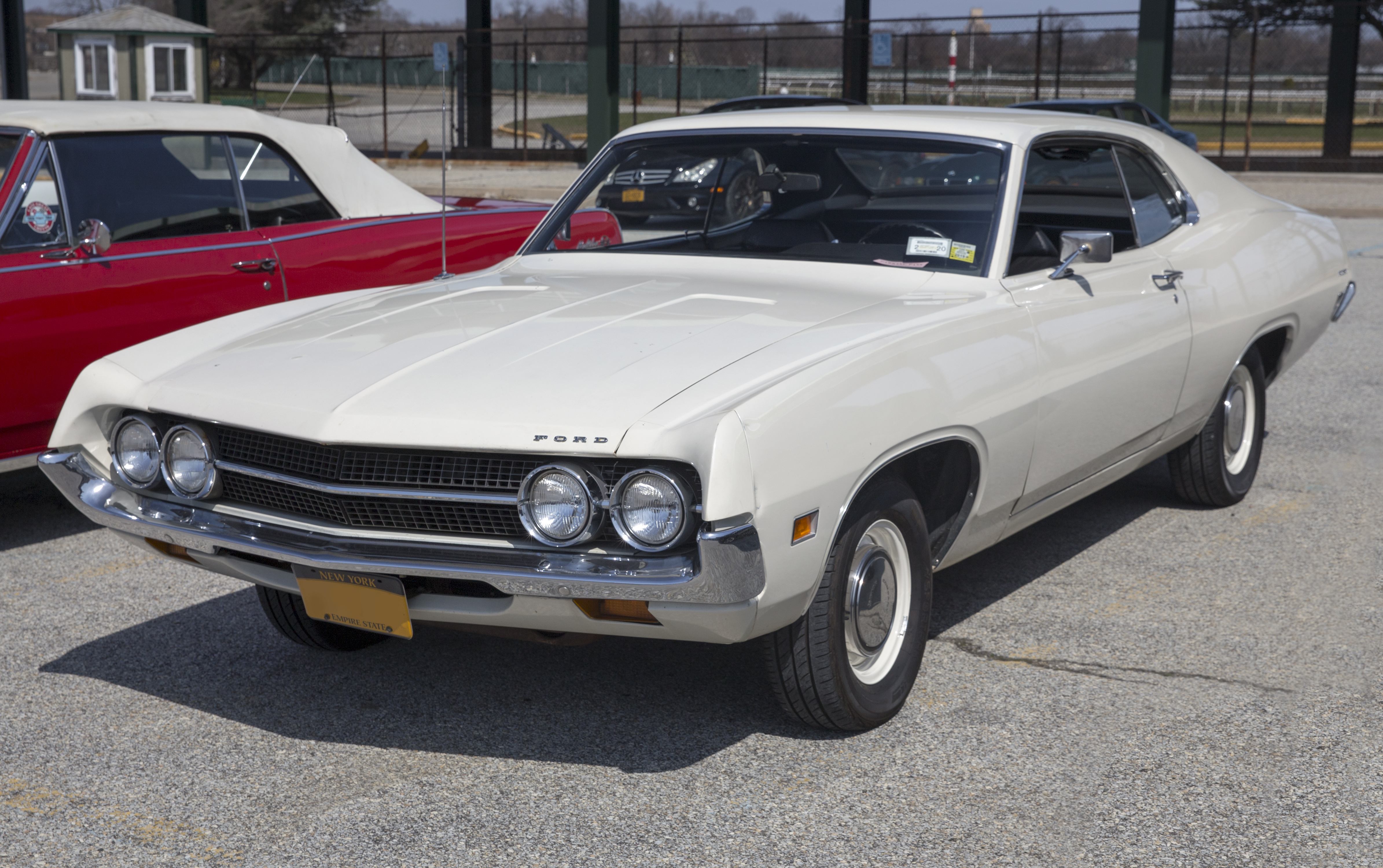
Ford Torino II po liftingu

Ford Torino II został zaprezentowany po raz pierwszy w 1970 roku.
Premiera drugiej generacji Forda Torino przyniosła obszerną restylizację wyglądu tego modelu. Zmienił się kształt nadwozia, który zyskał bardziej obłe kształty z dużą liczbą przetłoczeń i strzelistych kształtów. Wyraźnie zaznaczone zostały nadkola, a innym charakterystycznym elementem stała się podłużna maska i nisko poprowadzona linia dachu. 
Przód zdobiła podłużna, szeroka atrapa chłodnicy, która obejmowała swoim obrysem także podwójne, okrągłe reflektory. Maskę centralnie zdobiło charakterystyczne, ostre przetłoczenie stanowiące najbardziej wysunięty na przód element nadwozia. 
W porównaniu do poprzednika, Ford Torino II stał się znacznie dłuższy i szerszy. Wiązało się to też ze zmianą jego funkcji w dotychczasowej ofercie producenta w Ameryce Północnej - Torino po roku produkcji zastąpił pokrewny model Fairlane, stając się głównym modelem klasy wyższej w ofercie producenta.

### Lifting
W 1971 roku Ford przeprowadził niewielką restylizację Torino II. Zmieniono kilka detali wyglądu zewnętrznego, na czele z wypełnieniem atrapy chłodnicy i kształtem zderzaków. Pas przedni zdobiła odtąd duża, chromowana poprzeczka dzieląca go na pół. 
Co więcej, wzorem konkurencyjnego Chryslera, w przypadku odmiany kombi nazywanej Torino Squire, pojawiło się charakterystyczne dwukolorowe malowanie pasa przedniego imitujące drewno. Ponadto, producent odświeżył też gamę dostępnych jednostek napędowych i listę wyposażenia.

### Produkcja
Druga generacja Forda Torino spotkała się z dużym sukcesem rynkowym, stając się samochodem popularniejszym od poprzednika. Powstało 230 411 sztuk pojazdu. Liczba samochodów wyprodukowanych w 1971 roku wyniosła z kolei 326 463, był to wynik nieznacznie gorszy niż w 1970. Powstało przy tym 1613 sztuk limitowanych i małoseryjnych wersji Torino GT Convertible i 3054 Torino Cobra.

### Wyróżnienia
W 1970 roku Ford Torino II spotkał się z dużym wyróżnieniem amerykańskiej prasy motoryzacyjnej, otrzymując tytuł Car of the Year 1970 magazynu Motor Trend.

### Silnik (1970)
| Silnik                   | Moc               | Moment obrotowy       | Gaźnik        | Stopień sprężania | Średnica & Skok | Kod VIN |
| ------------------------ | ----------------- | --------------------- | ------------- | ----------------- | --------------- | ------- |
| 250-1V I-6               | 155 KM @ 4000 rpm |                       | 1-gardzielowy | 9.00:1            | 3.68" x 3.91"   | L       |
| 302-2V Windsor V8        | 220 KM @ 4600 rpm | 300 ft·lbf @ 2600 rpm | 2-gardzielowy | 9.50:1            | 4.00" x 3.00"   | F       |
| 351-2V Windsor V8        | 250 KM @ 4600 rpm | 355 ft·lbf @ 2600 rpm | 2-gardzielowy | 9.50:1            | 4.00" x 3.50"   | H       |
| 351-2V Cleveland V8      | 250 KM @ 4600 rpm | 355 ft·lbf @ 2600 rpm | 2-gardzielowy | 9.50:1            | 4.00" x 3.50"   | H       |
| 351-4V* Cleveland V8     | 300 KM @ 5400 rpm | 380 ft·lbf @ 3400 rpm | 4-gardzielowy | 11.00:1           | 4.00" x 3.50"   | M       |
| 429-4V 385 Series V8     | 360 KM @ 4600 rpm | 480 ft·lbf @ 3400 rpm | 4-gardzielowy | 10.50:1           | 4.36" x 3.59"   | N       |
| 429CJ-4V* 385 Series V8  | 370 KM @ 5400 rpm | 450 ft·lbf @ 3400 rpm | 4-gardzielowy | 11.30:1           | 4.36" x 3.59"   | C       |
| 429SCJ-4V* 385 Series V8 | 375 KM @ 5400 rpm | 450 ft·lbf @ 3400 rpm | 4-gardzielowy | 11.30:1           | 4.36" x 3.59"   | C       |

### Silniki (1971)
| Silnik                   | Moc               | Moment obrotowy       | Gaźnik        | Stopień sprężania | Średnica & Skok | Kod VIN |
| ------------------------ | ----------------- | --------------------- | ------------- | ----------------- | --------------- | ------- |
| 250-1V I-6               | 145 KM @ 4000 rpm |                       | 1-gardzielowy | 9.00:1            | 3.68" x 3.91"   | L       |
| 302-2V Windsor V8        | 210 KM @ 4600 rpm | 296 ft·lbf @ 2600 rpm | 2-gardzielowy | 9.00:1            | 4.00" x 3.00"   | F       |
| 351-2V Windsor V8        | 240 KM @ 4600 rpm | 350 ft·lbf @ 2600 rpm | 2-gardzielowy | 9.00:1            | 4.00" x 3.50"   | H       |
| 351-2V Cleveland V8      | 240 KM @ 4600 rpm | 350 ft·lbf @ 2600 rpm | 2-gardzielowy | 9.00:1            | 4.00" x 3.50"   | H       |
| 351-4V* Cleveland V8     | 285 KM @ 5400 rpm | 370 ft·lbf @ 3400 rpm | 4-gardzielowy | 10.70:1           | 4.00" x 3.50"   | M       |
| 429-4V 385 Series V8     | 360 KM @ 4600 rpm | 480 ft·lbf @ 3400 rpm | 4-gardzielowy | 10.50:1           | 4.36" x 3.59"   | N       |
| 429CJ-4V* 385 Series V8  | 370 KM @ 5400 rpm | 450 ft·lbf @ 3400 rpm | 4-gardzielowy | 11.30:1           | 4.36" x 3.59"   | C       |
| 429SCJ-4V* 385 Series V8 | 375 KM @ 5400 rpm | 450 ft·lbf @ 3400 rpm | 4-gardzielowy | 11.30:1           | 4.36" x 3.59"   | C       |

## Trzecia generacja

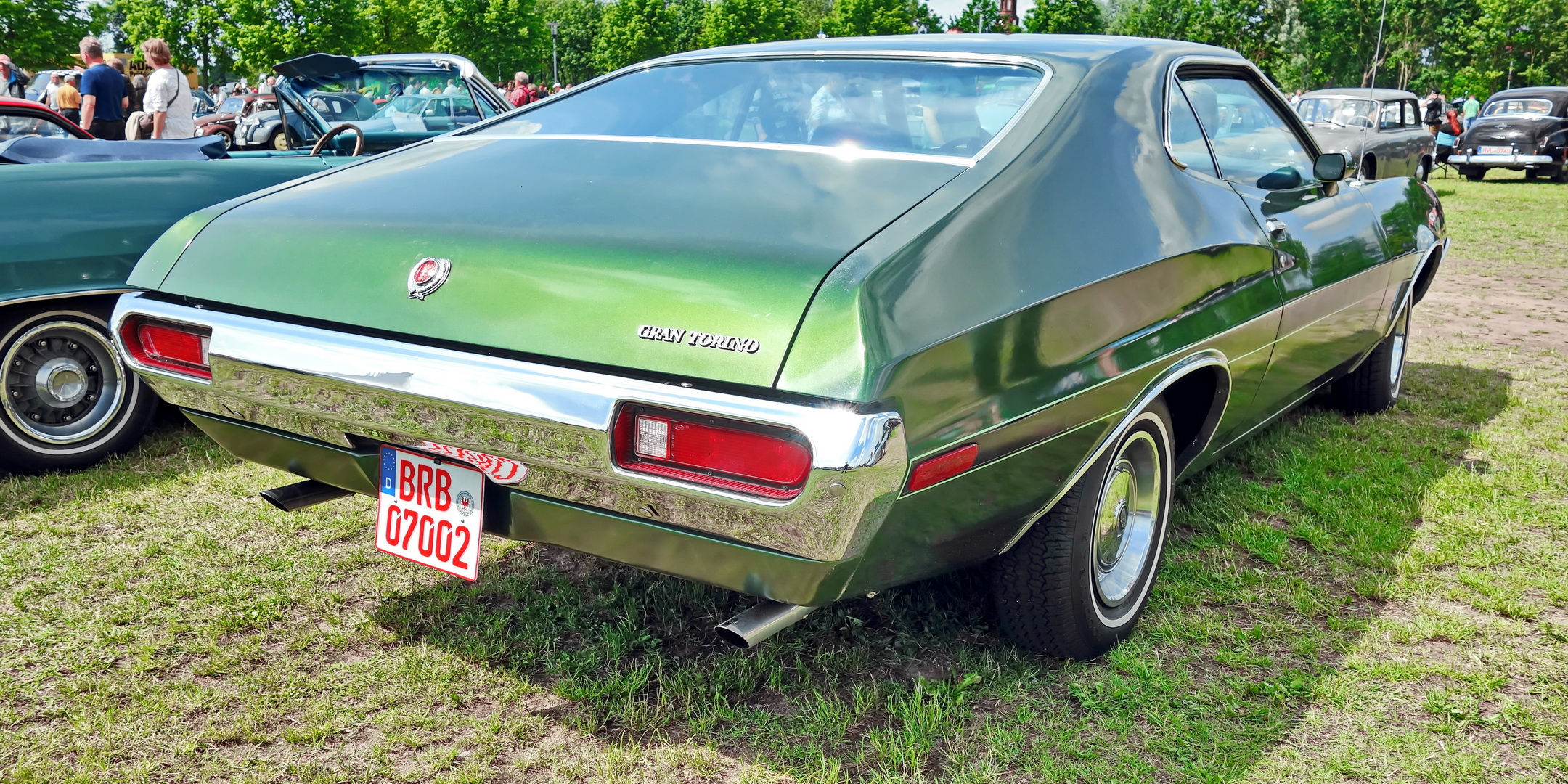
Ford Torino III - tył

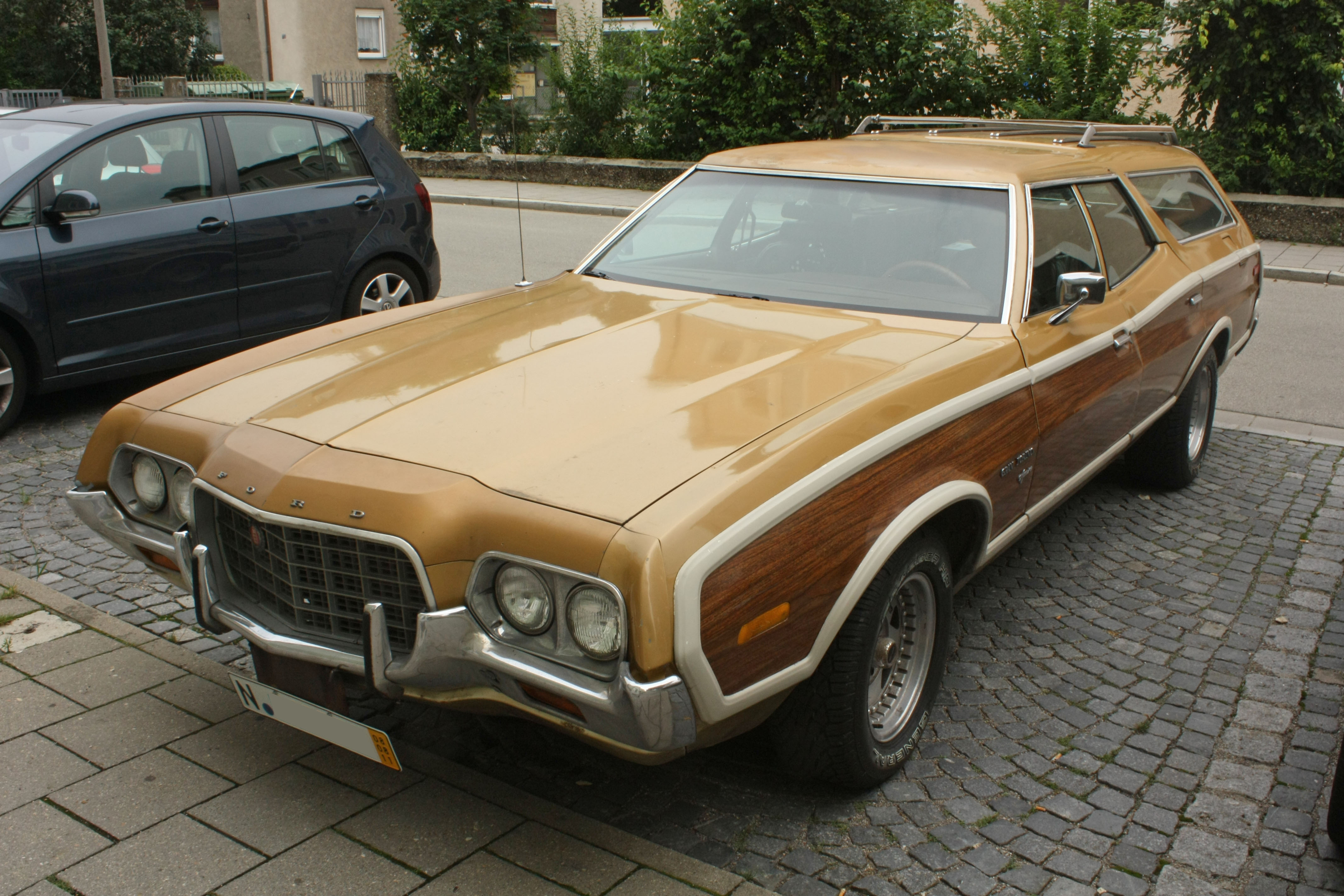
Ford Torino III Squire

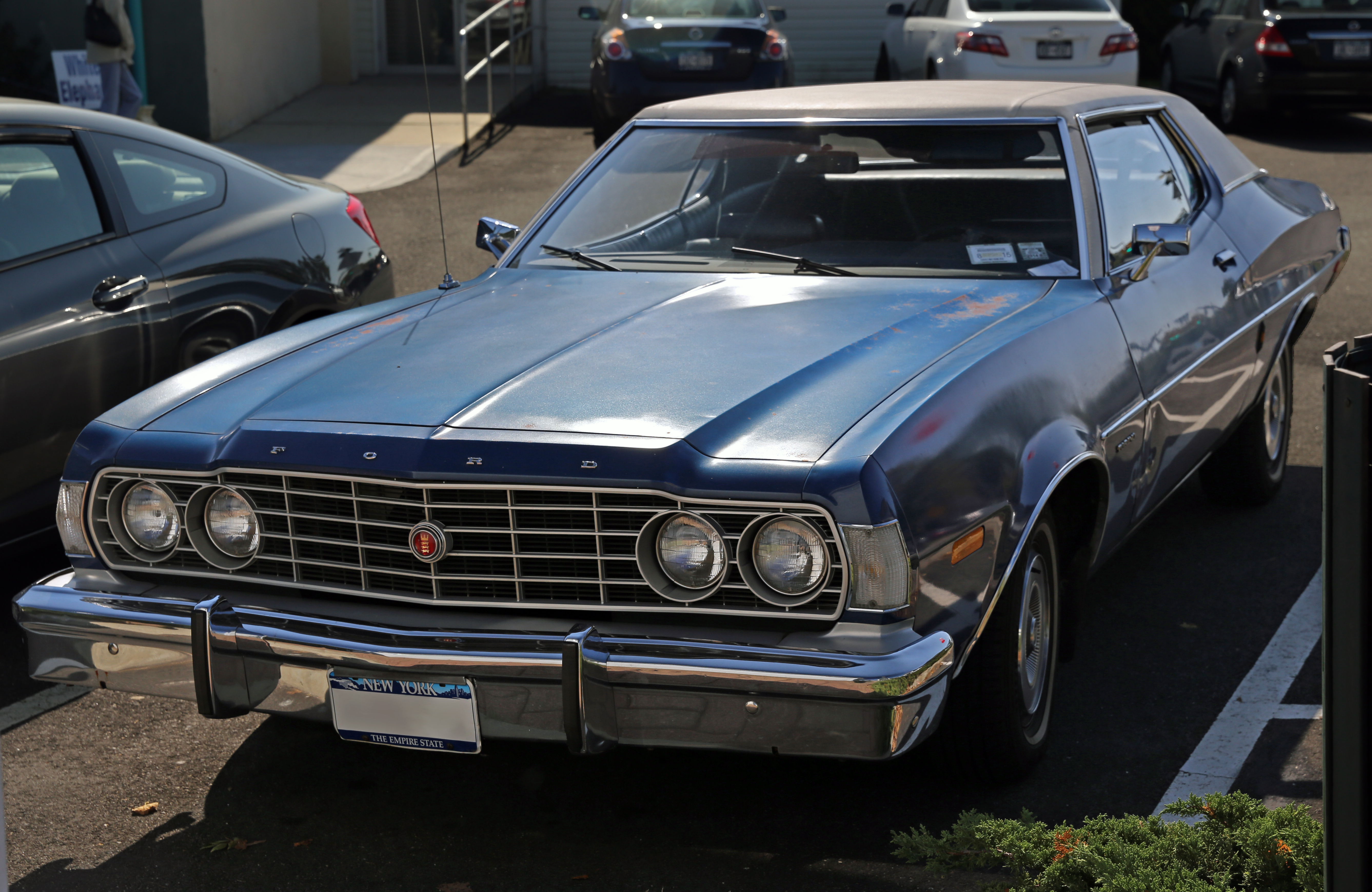
Ford Torino III Hardtop

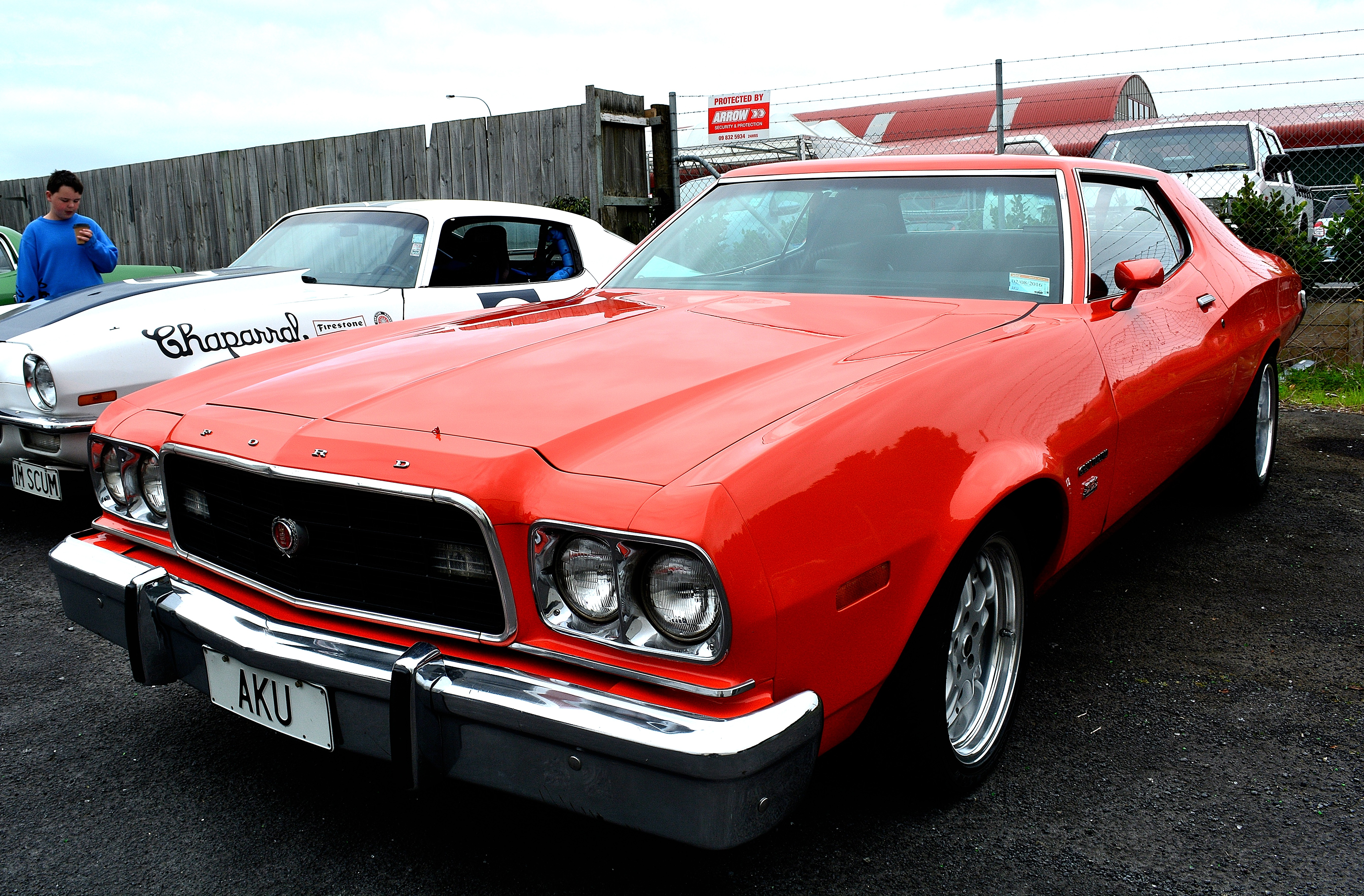
Ford Torino III po liftingu

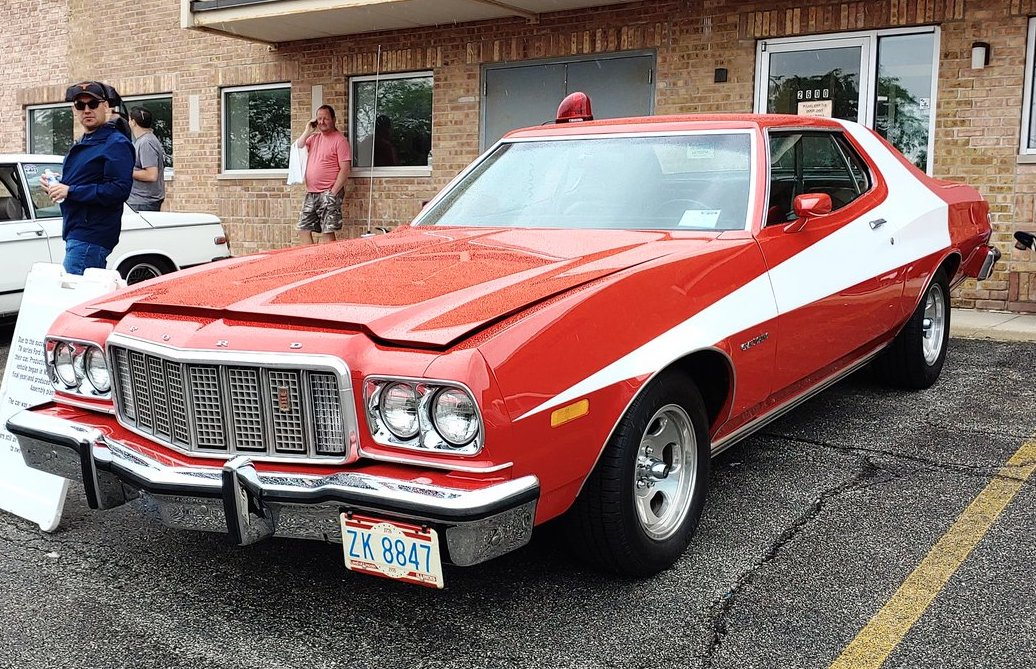
Ford Torino III po drugim liftingu

Ford Torino III został zaprezentowany po raz pierwszy w 1972 roku.
Trzecia i zarazem ostatnia generacja Forda Torino przyniosła duże zmiany wizualne i obszerne modyfikacje zarówno pod kątem wizualnym, jak i technicznym. Samochód zyskał awangardowe proporcje, z dużym owalnym wlotem powietrza dominującym pas przedni. Ponadto, owalny motyw zdominował także kształt reflektorów oraz ich osadzenie. Pas przedni wzbogacał także wielokształtny, współgrający z nieregularnymi proporcjami zderzak.
Podobnie jak poprzednicy, Ford Torino trzeciej generacji oferowany był w wielu wariantach nadwoziowych oraz wersjach limitowanych. Poza 2-drzwiowym coupe, samochód dostępny był także jako 5-drzwiowe kombi, a także 4-drzwiowy sedan oraz 2-drzwiowy kabriolet. Na bazie wersji coupe powstało wiele wersji specjalnych, takich jak Torino GT czy Torino Sport. Ford Gran Torino Sport SportsRoof z tego rocznika został wykorzystany w filmie Gran Torino z 2008 roku w reżyserii Clinta Eastwooda.

### Restylizacje
W 1973 roku Ford przeprowadził obszerną modernizację Torino III. Zmiany widoczne były głównie w pasie przednim pojazdu - zniknął duży, owalny wlot powietrza na rzecz bardziej stonowanie i konwencjonalnie ukształtowanego wlotu powietrza wykończonego chromem. Zmiany te były motywowane nowymi regulacjami w Stanach Zjednoczonych w związku z bezpieczeństwem pieszych. Pojawiły się też nowe zderzaki i inne lampy. Modyfikacje wydłużyły nadwozie i zwiększyły masę całkowitą pojazdu.
Następne zmiany wizualne przyniósł 1974 rok. Nowe wymogi dotyczące bezpieczeństwa pieszych spowodowały zmiany w konstrukcji tylnego zderzaka, któ®y stał się większy, masywniejszy i otrzymał bardziej kanciaste kształty. Zmieniono wygląd pasa tylnych świateł. Zmodyfikowano również przód pojazdu i nieznacznie powiększono grill. Ford wprowadził kilka dodatkowych opcji i usprawnień dla tego rocznika. Rocznik ten został wykorzystany w filmie Starsky & Hutch z 2004 roku.
W 1975 roku wprowadzono już tylko kilka nieznacznych zmian wizualnych. Wersja Gran Torino Elite przestała należeć do rodziny modeli Torino, stając się osobnym modelem sprzedawanym pod nazwą Ford Gran Torino Elite. Wewnątrz pojazdu zmieniono m.in. wygląd koła kierownicy. Nadwozie pozostało prawie bez zmian w stosunku do wcześniejszego rocznika. 
Kolejny, ostatni rok produkcji również nie przyniósł znacznych modyfikacji. Zaprzestano produkcji serii Gran Torino Sport, a jednostki napędowe stały się bardziej ekonomiczne. W tym samym roku przedstawiono następcę - model LTD II.

### Produkcja
W 1973 sprzedano 496 581 sztuk Torino. Samochód sprzedawał się znacznie lepiej od głównego konkurenta, Chevroleta Chevelle, o ponad 168 000 sztuk.
Rok 1974 był udany dla Forda, model Torino nadal był popularny. Wyprodukowano 426 086 sztuk pojazdu, wliczając w to 96 604 Gran Torino Elite.

### Silniki (1972)
| Silnik                 | Moc               | Moment obrotowy       | Gaźnik        | Stopień sprężania | Średnica & Skok | Kod VIN |
| ---------------------- | ----------------- | --------------------- | ------------- | ----------------- | --------------- | ------- |
| 250-1V I-6             | 98 KM @ 4000 rpm  |                       | 1-gardzielowy | 8.00:1            | 3.68" x 3.91"   | L       |
| 302-2V Windsor V8      | 140 KM @ 4000 rpm | 239 ft·lbf @ 2000 rpm | 2-gardzielowy | 8.50:1            | 4.00" x 3.00"   | F       |
| 351-2V Windsor V8      | 153 KM @ 3800 rpm | 242 ft·lbf @ 2000 rpm | 2-gardzielowy | 8.30:1            | 4.00" x 3.50"   | H       |
| 351-2V Cleveland V8    | 161 KM @ 4000 rpm | 276 ft·lbf @ 2000 rpm | 2-gardzielowy | 8.60:1            | 4.00" x 3.50"   | H       |
| 351CJ-4V* Cleveland V8 | 248 KM @ 5400 rpm | 299 ft·lbf @ 3600 rpm | 4-gardzielowy | 8.60:1            | 4.00" x 3.50"   | Q       |
| 400-2V 335 series V8   | 172 KM @ 4000 rpm | 298 ft·lbf @ 2200 rpm | 2-gardzielowy | 8.40:1            | 4.00" x 4.00"   | S       |
| 429-4V 385 Series V8   | 205 KM @ 4400 rpm | 322 ft·lbf @ 2600 rpm | 4-gardzielowy | 8.50:1            | 4.36" x 3.59"   | N       |

### Silniki (1973)
| Silnik                 | Moc               | Moment obrotowy       | Gaźnik        | Stopień sprężania | Średnica & Skok | Kod VIN |
| ---------------------- | ----------------- | --------------------- | ------------- | ----------------- | --------------- | ------- |
| 250-1V I-6             | 88 KM @ 3200 rpm  |                       | 1-gardzielowy | 8.00:1            | 3.68" x 3.91"   | L       |
| 302-2V Windsor V8      | 137 KM @ 4200 rpm | 230 ft·lbf @ 2200 rpm | 2-gardzielowy | 8.00:1            | 4.00" x 3.00"   | F       |
| 351-2V Windsor V8      | 156 KM @ 3800 rpm | 234 ft·lbf @ 2200 rpm | 2-gardzielowy | 8.00:1            | 4.00" x 3.50"   | H       |
| 351-2V Cleveland V8    | 159 KM @ 4000 rpm | 250 ft·lbf @ 2400 rpm | 2-gardzielowy | 8.00:1            | 4.00" x 3.50"   | H       |
| 351CJ-4V* Cleveland V8 | 246 KM @ 5400 rpm | 312 ft·lbf @ 3600 rpm | 4-gardzielowy | 8.00:1            | 4.00" x 3.50"   | Q       |
| 400-2V 335 series V8   | 168 KM @ 4000 rpm | 310 ft·lbf @ 2000 rpm | 2-gardzielowy | 8.00:1            | 4.00" x 4.00"   | S       |
| 429-4V 385 Series V8   | 198 KM @ 4400 rpm | 320 ft·lbf @ 2800 rpm | 4-gardzielowy | 8.00:1            | 4.36" x 3.59"   | N       |
| 460-4V**385 Series V8  | 219 KM @ 4400 rpm | 360 ft·lbf @ 2800 rpm | 4-gardzielowy | 8.00:1            | 4.36" x 3.59"   | A       |

### Silniki (1974)
| Silnik                 | Moc               | Moment obrotowy       | Gaźnik        | Stopień sprężania | Średnica & Skok | Kod VIN |
| ---------------------- | ----------------- | --------------------- | ------------- | ----------------- | --------------- | ------- |
| 302-2V Windsor V8      | 140 KM @ 3800 rpm | 230 ft·lbf @ 2600 rpm | 2-gardzielowy | 8.00:1            | 4.00" x 3.00"   | F       |
| 351-2V Windsor V8      | 163 KM @ 4200 rpm | 278 ft·lbf @ 2000 rpm | 2-gardzielowy | 8.20:1            | 4.00" x 3.50"   | H       |
| 351-2V Cleveland V8    | 162 KM @ 4000 rpm | 278 ft·lbf @ 2000 rpm | 2-gardzielowy | 8.00:1            | 4.00" x 3.50"   | H       |
| 351CJ*-4V Cleveland V8 | 255 KM @ 5600 rpm | 290 ft·lbf @ 3400 rpm | 4-gardzielowy | 7.90:1            | 4.00" x 3.50"   | Q       |
| 400-2V 335 series V8   | 170 KM @ 3400 rpm | 330 ft·lbf @ 2000 rpm | 2-gardzielowy | 8.00:1            | 4.00" x 4.00"   | S       |
| 460-4V 385 Series V8   | 215 KM @ 4000 rpm | 355 ft·lbf @ 2600 rpm | 4-gardzielowy | 8.00:1            | 4.36" x 3.59"   | A       |

### Silniki (1975)
| Silnik               | Moc               | Moment obrotowy       | Gaźnik        | Stopień sprężania | Średnica & Skok | Kod VIN |
| -------------------- | ----------------- | --------------------- | ------------- | ----------------- | --------------- | ------- |
| 351-2V Windsor V8    | 143 KM @ 3600 rpm | 255 ft·lbf @ 2200 rpm | 2-gardzielowy | 8.20:1            | 4.00" x 3.50"   | H       |
| 351-2V Modified V8   | 148 KM @ 3800 rpm | 243 ft·lbf @ 2400 rpm | 2-gardzielowy | 8.00:1            | 4.00" x 3.50"   | H       |
| 400-2V 335 series V8 | 158 KM @ 3800 rpm | 276 ft·lbf @ 2000 rpm | 2-gardzielowy | 8.00:1            | 4.00" x 4.00"   | S       |
| 460-4V 385 Series V8 | 217 KM @ 4000 rpm | 365 ft·lbf @ 2600 rpm | 4-gardzielowy | 8.00:1            | 4.36" x 3.59"   | A       |